# Omphalos (Delphi)

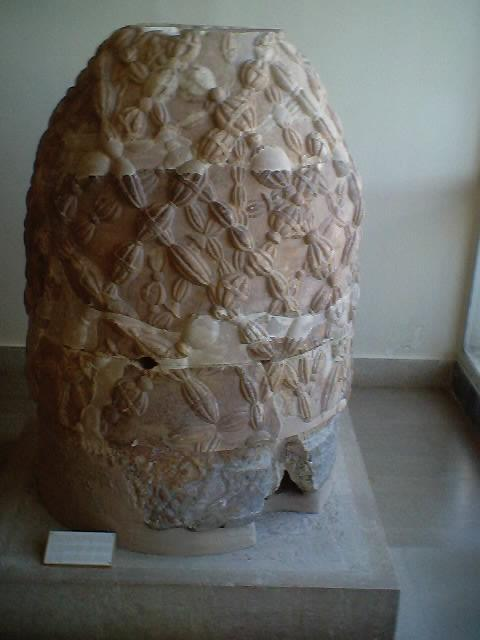
De omphalos van Delphi

De omphalos of navelsteen (ὀμφαλός, omphalos is Oudgrieks voor navel) was een steen in Delphi, die volgens de mythologie het middelpunt van de aarde aangaf. Zeus stuurde twee adelaars uit, de plaats waar de adelaars elkaar ontmoeten was het centrum van de wereld. Op de steen is het woord "ge" (Grieks: Gaia; Aarde; naam van de godin van de Aarde) gegrift. De omphalos sloot een scheur in de aarde af vanwaaruit zwavel of benzeenhoudende gassen van vulkanische oorsprong ontsnapten. De Pythia, een zieneres, zat op een driepotige zetel boven de omphalos. De steen was een van de belangrijkste voorwerpen in Delphi.
In de klassieke literatuur, onder andere bij Pausanias, wordt meerdere malen melding gemaakt van de steen. In 1913 is de steen bij opgravingen teruggevonden in de Apollotempel te Delphi.
De steen heeft de vorm van een bijenkorf.